# 帕鲁瓦
帕鲁瓦（法語：Parroy，法語發音：[paʁwa]）是法国默尔特-摩泽尔省的一个市镇，属于吕内维尔区。

## 地理
帕鲁瓦（48°40'57"N, 6°36'3"E）面积17.65 平方千米，位于法国大東部大區默尔特-摩泽尔省，该省份为法国东北部内陆省份，是洛林的一部分，北邻比利时、卢森堡，北起顺时针与摩泽尔省、下莱茵省、孚日省和默兹省接壤。
与帕鲁瓦接壤的市镇（或旧市镇、城区）包括：比尔、宽库尔、埃纳梅尼勒、拉讷沃维尔欧布瓦、穆阿库尔。

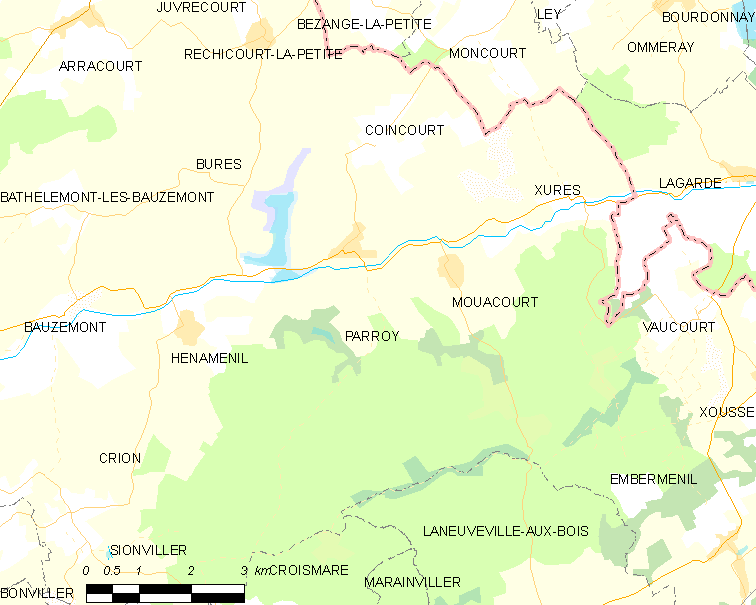
帕鲁瓦的OSM定位图

帕鲁瓦的时区为UTC+01:00、UTC+02:00（夏令时）。

## 行政
帕鲁瓦的邮政编码为54370，INSEE市镇编码为54418。

## 政治
帕鲁瓦所属的省级选区为巴卡拉县。

## 人口

1962-2008年间帕鲁瓦人口变化图示

帕鲁瓦于2022年1月1日时的人口数量为179人。